# グラクソ・スミスクラインOrange United
グラクソ・スミスクラインOrange Unitedとは、グラクソ・スミスクライン女子ホッケー部のチーム名である。略称は GSK Orange United。栃木県日光市を本拠地とするフィールドホッケーチームで母体はグラクソ・スミスクライン（旧日本グラクソ）、日本の実業団女子ホッケーチームでは最古の歴史と伝統をもつ。

## 歴史
- 1976年 創部。
- 2013年 チーム愛称を GlaxoSmithKline Orange United とする[1]。

## 主な戦績
- 高円宮杯ホッケー日本リーグ - 2005、2016年／第2位　2004、2006、2009年／第3位　2003、2007年／第4位　2011年／第5位
- 全日本ホッケー選手権大会 - 1982、1983、2003年／第2位
- 全日本社会人ホッケー選手権大会 - 1982、1995、2003年／優勝　1986、1987、1988、1989、1994、2007年／第2位　2011年／第3位　2012年／第4位
- 全日本実業団ホッケー選手権大会 - 1979、1980、1981、1986、1991年／優勝　1985、1987、1988、1990、1997年／第2位
- 国民体育大会ホッケー競技 - 1980年／優勝

## スタッフ・選手
2013年4月現在

### 監督
- 沼尾健一

### 選手
- 1(GK) 川村彩華
- 2(FB) 平山麻衣
- 3(FB) 伴田久美
- 4(FB) 山中優
- 5(FW) 土井佐和子
- 6(FW) 中畝地里沙
- 7(FB) 大石恵菜
- 8(MF) 片峯美里
- 9(MF) 齋藤美咲
- 10(FW) 若柳陽香
- 11(MF) 柴田あかね
- 12(FW) 手塚世佳
- 13(FW) 緑川希望
- 14(MF) 遠藤里菜
- 15(FW) 市山由貴
- 16(FB) 渡辺陽子
- 17(MF) 阿久津智恵
- 18(GK) 大家涼子

#### 過去に在籍した主な選手
- 駒澤李佳
- 小沢みさき